# Moesgård Museum

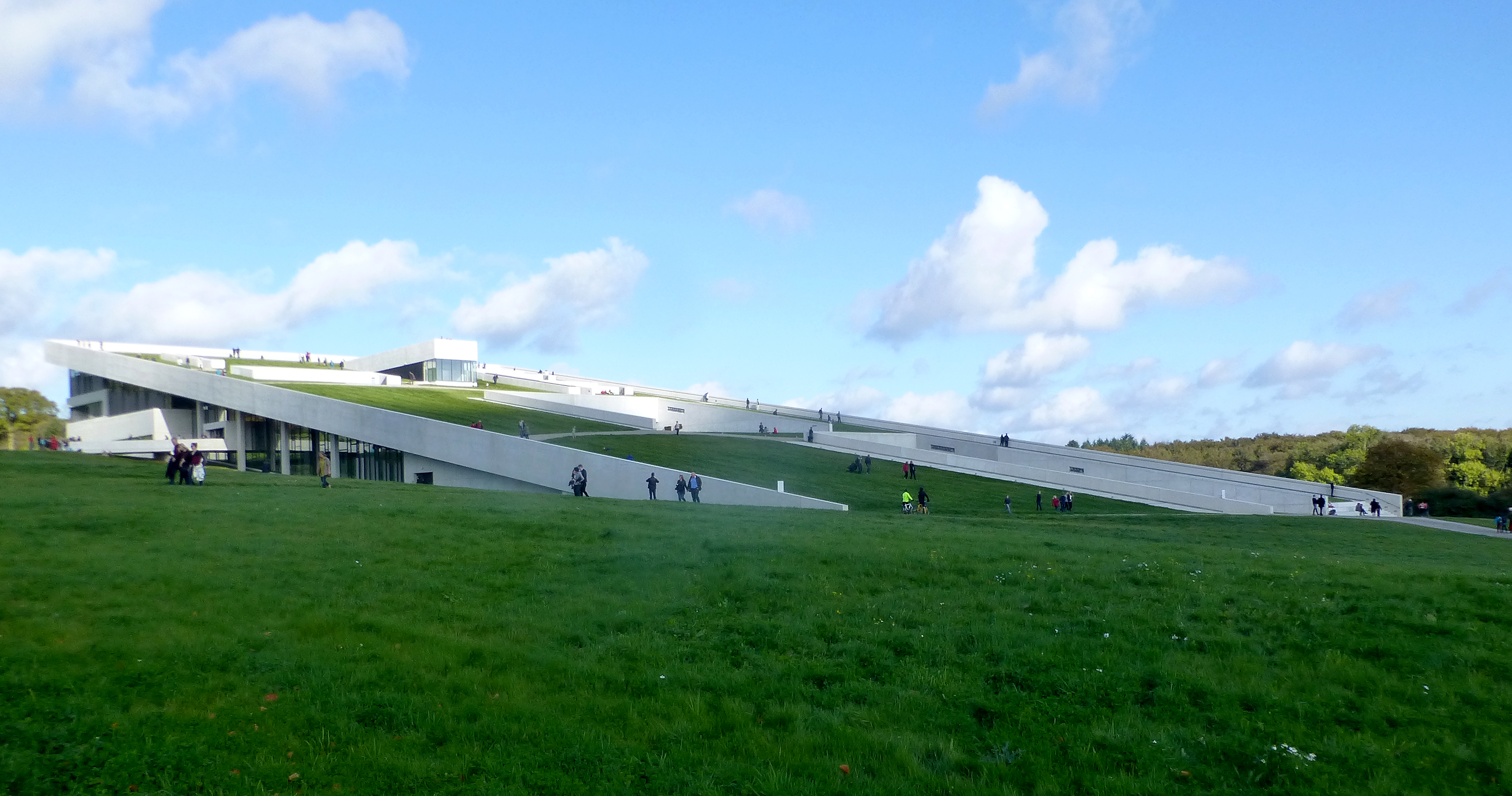
Det nya Moesgård Museum sett från sydväst

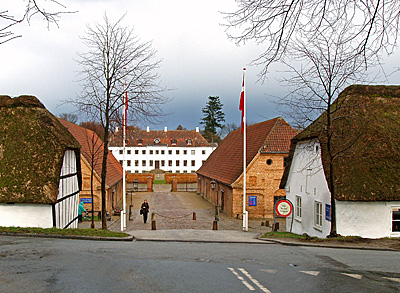
Moesgård Museum på herrgården med samma namn.

Moesgård Museum, tidigare Forhistorisk Museum, ligger på herrgården Moesgård vid Århus.
Museet är både ett lokalmuseum och ett specialmuseum för arkeologi och etnografi. Det samarbetar med Institutet för Förhistorisk och Medeltidsarkeologi samt Etnografi och Socialantropologi vid Aarhus universitet.
Museet öppnades för allmänheten 1970, och leddes av professor Ole Klindt-Jensen fram till hans död 1980. 1997 fick museet sitt nuvarande namn.
På museet finner man bland annat mossliket från järnåldern, Grauballemannen och en samling lokala runstenar.

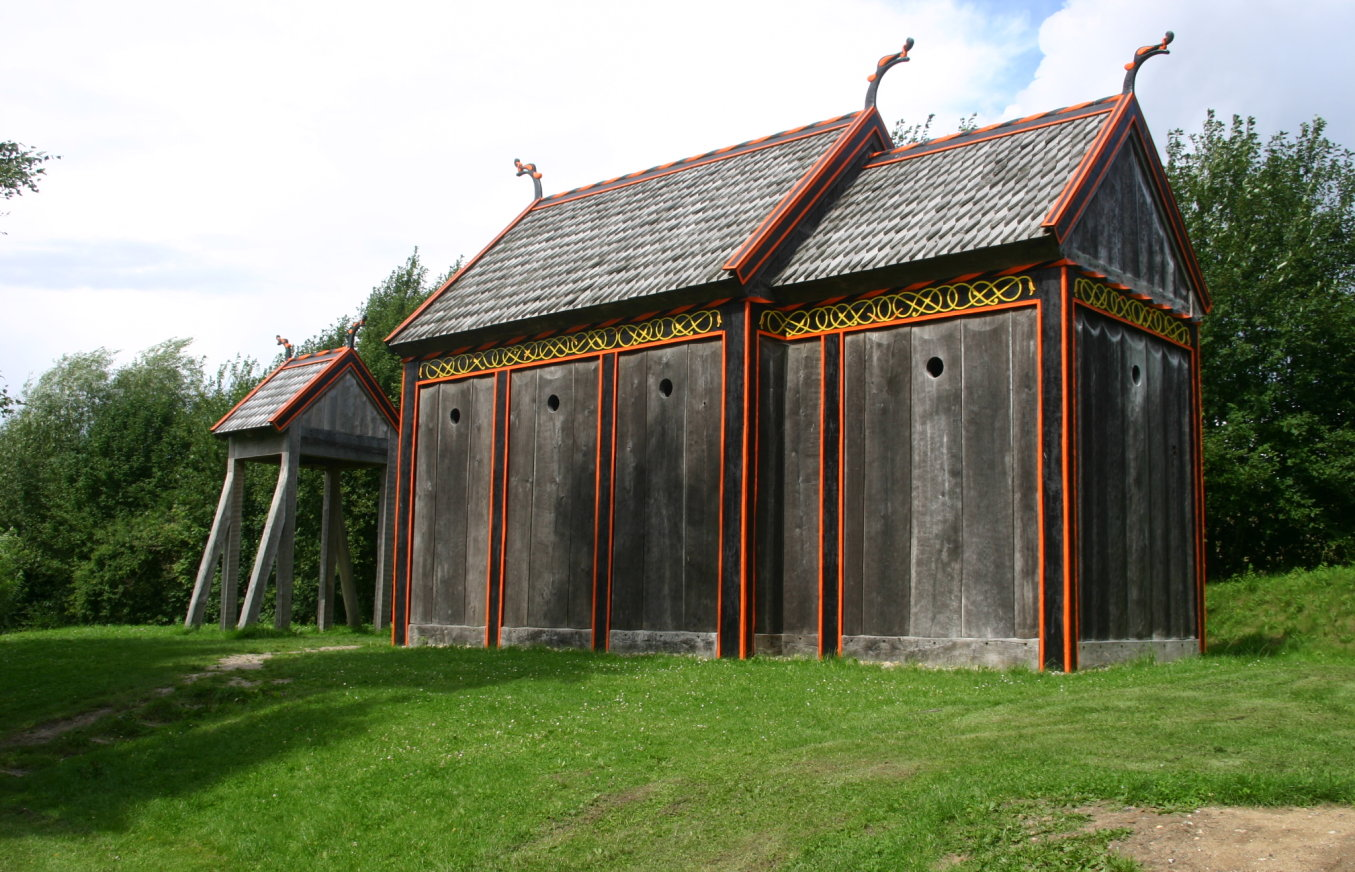
Den rekonstruerade kyrkan från Hørning socken i den rekonstruerade vikingabyn vid museet.

## Ny museibyggnad
Det nya Moesgaard Museum invigdes den 10 oktober 2014. Den nya byggnaden är på 16 000 m2 och ritades av Henning Larsen Architects och Kristine Jensens Tegnestue. Byggnaden är uppförd under marknivå i en sydvänd backe, norr om det gamla museet och är grästäckt.